# زوبوفکا (باشقیرستان)
زوبوفکا (انگلیسی: Zubovka, Republic of Bashkortostan) یک شهرک در شهرستان کراسنوکامسکی استان باشقیرستان کشور روسیه است.